# FV-207
De FV-207 is een verkeersweg op het Spaanse eiland Fuerteventura. De weg is gelegen tussen La Ampuyenta (FV-30) en de FV-10. 